# Výjezdní doložka

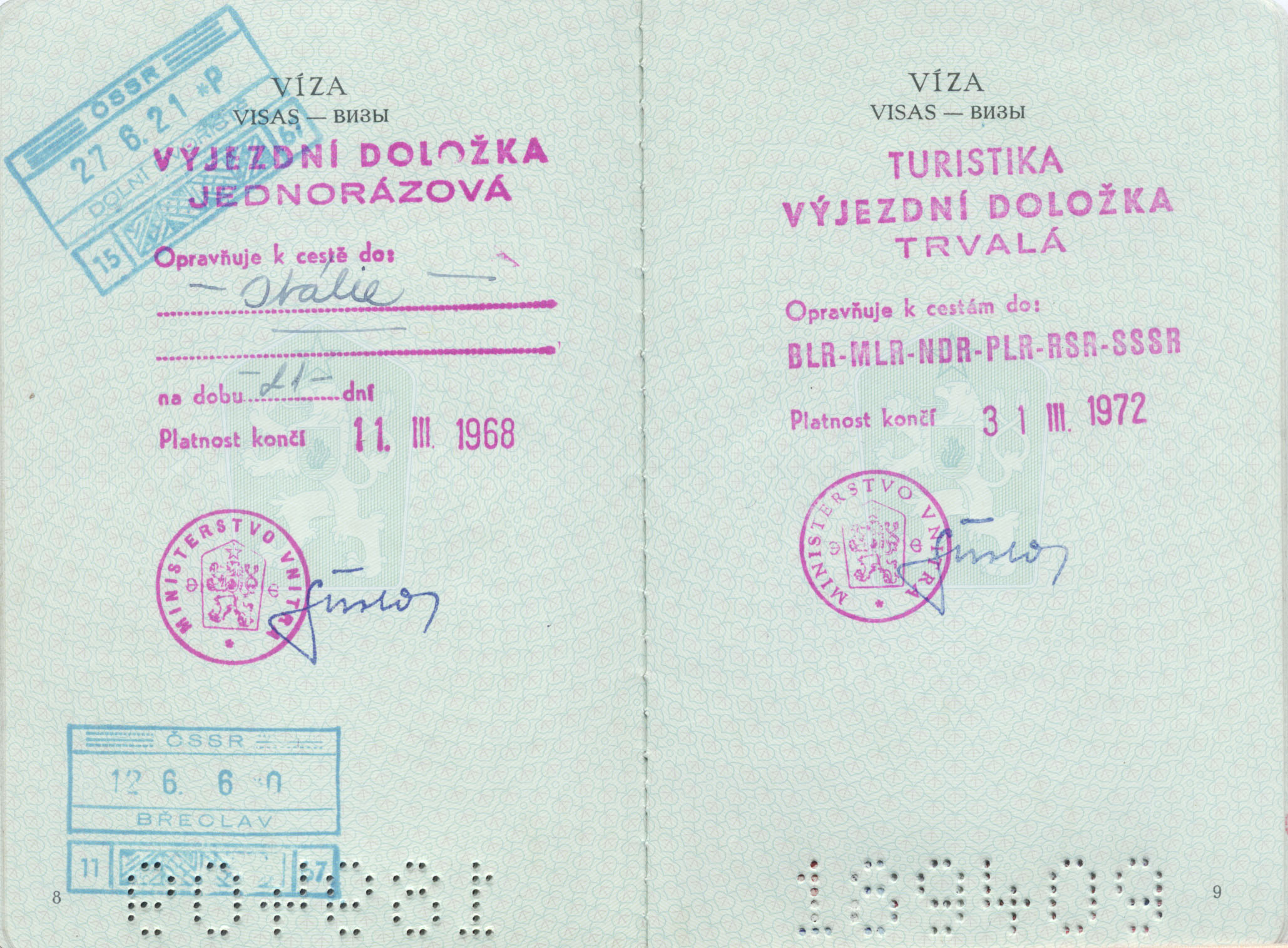
Dvě výjezdní doložky zaznamenané v cestovním pase (cca 1967)

Výjezdní doložka byl cestovní doklad vydávaný ministerstvem vnitra ČSSR. Byl nedílnou součástí cestovního pasu a nutnou podmínkou (s cestovním pasem a devizovým příslibem) k vycestování do nesocialistických států.
Občané museli před cestou do zahraničí požádat o její udělení. K písemné žádosti, která se podávala na oddělení Správy pasů a víz SNB, občané dokládali též doporučení zaměstnavatele, školy, vojenské správy nebo národního výboru. Zaměstnavatel před doporučením vyžadoval splnění několika dalších náležitostí a osobní pohovor na kádrovém oddělení. Škola podmiňovala doporučení pro vydání výjezdní doložky vyplněním podrobné žádosti, kde bylo nutné uvést cíl cesty, a kterou musel doporučit vedoucí učitel studijní skupiny, vedoucí učitel ročníku a předseda Socialistického svazu mládeže. K žádosti se přikládaly dvě fotografie, kolek v hodnotě 50 Kčs, cestovní pas, devizový příslib a výpis z rejstříku trestů. Zpracovávání žádosti o výjezdní doložku trvalo přibližně jeden měsíc. Během této doby neměl žadatel cestovní pas, takže nemohl cestovat ani do socialistických zemí.

## Výjezdní doložka jako nástroj k omezení vycestování

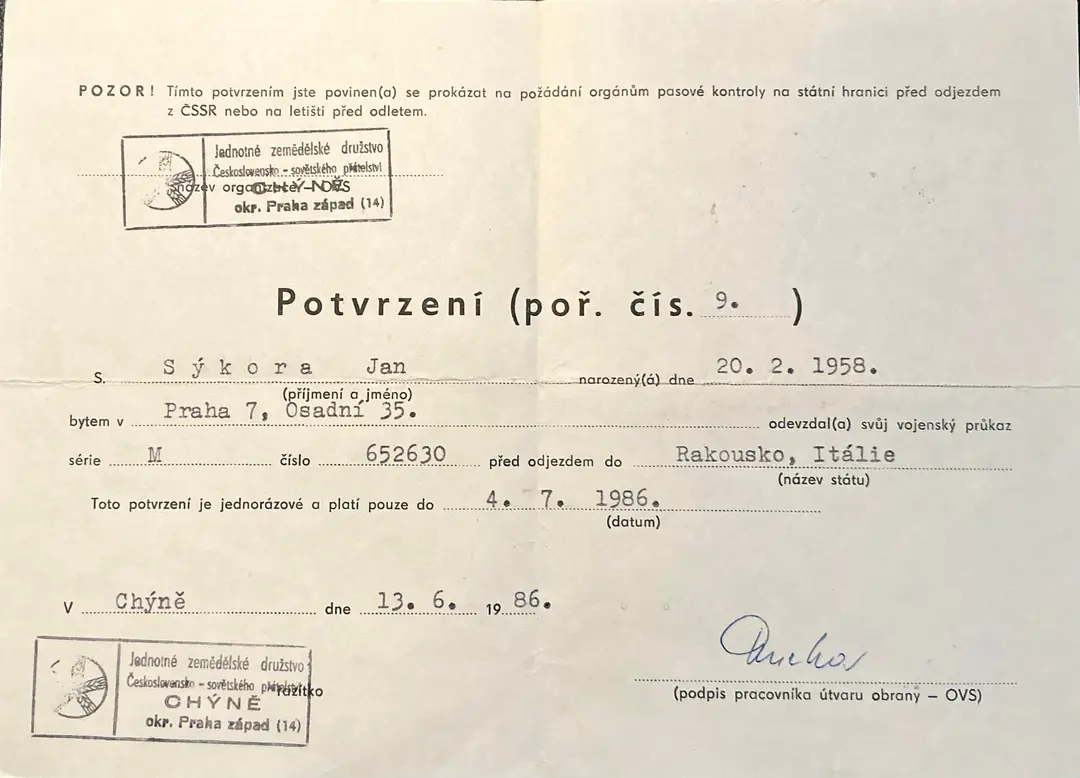
Kladné vyjádření ze strany zaměstnavatele (v tomto případě JZD)

Dnem 23. února 1948 Ministerstvo vnitra oznámilo, že až na další opravňují k vycestování z Československé republiky všechny československé cestovní pasy všech druhů jedině tehdy, jsou-li opatřeny výjezdní doložkou ministerstva vnitra. O udělení výjezdní doložky, která se měla udělovat výhradně při naléhavých cestách v zájmu státním nebo k neodkladným a naléhavým obchodním cestám, bylo zapotřebí podat písemnou žádost, opatřenou kolkem v hodnotě 12 Kčs, ve které žadatel uváděl:
1. jméno, data narození, bydliště a přesné sdělení o zaměstnání žadatele;
2. číslo cestovního pasu, místo vydání, dobu platnosti cestovního pasu a jeho rozsah;
3. kam hodlá cestovat, s přesným uvedením účelu cesty;
4. jak může žadatel doložit nebo odůvodnit nutnost cesty;
5. na jakou dobu žadatel do ciziny odjíždí.

Žádost podával žadatel osobně a k žádosti dokládal cestovní pas. Pokud byla žádost zasílána písemně, podávala se přímo u ministerstva vnitra na oddělení III/6. MV dále upozorňovalo, že až do dalšího opatření nebudou vyřizovány žádosti o rozšíření a prodloužení cestovních pasů (pokud nepůjde o cesty státně důležité).
Podávání žádosti o výjezdní povolení. Cestovní pasy opravňují k překročení hranic republiky Československé pouze tehdy, jsou-li opatřeny výjezdním povolením ministerstva vnitra. Žádosti o vydání cestovních pasů, jakož i o udělení výjezdního povolení podávají se pouze u pasového oddělení — ústředního národního výboru — úřadovny národní bezpečnosti v Praze XVI, Nádražní 18. Žádost jo nutno kolkovati 12 Kčs kolkem, připojiti cestovní pas, kolek za 20 Kčs a doklad o nutnosti cesty. Cestovní pas opatřený výjezdním povolením vyzvednou si žadatelé do 3 dnů u téhož úřadu. Veškeré intervence a návštěvy v ministerstvu vnitra ve věci cestovních pasů a výjezdních povolení jsou bezúčelné.
Lidová demokracie, 24.06.1948
Tak např. manželka Pavla Tigrida nemohla po útěku manžela v únoru 1948 bez výjezdní doložky vycestovat, i když měla platný pas a souhlas amerických úřadů; proto musela hranice později překročit ilegálně.)
Ministerstvo vnitra zrušilo výjezdní doložky až v srpnu 1948 a to jen pro československé národní а prozatímní cestovní pasy, které byly vydané nebo prodloužené po 15. červnu 1948. Od 1. dubna 1949 začal platit nový zákon o cestovních pasech. Pasová oddělení Ministerstva vnitra vydávala Československé cestovní pasy k pobytu v cizině na dobu nezbytně nutnou, nejvýše však na pět let. Žádosti o cestovní pas se podávaly na předepsaných tiskopisech osobně, přičemž občan Československa musel doložit:
1. občanský průkaz nebo jiný úřední průkaz totožnosti s fotografií
2. rodný nebo křestní list
3. oddací list, popřípadě úmrtní list manžela
4. osvědčení o československém státním občanství vydané po roce 1945 (nebo doklad, že žadatel se považuje za čsl. občana)
5. doklad o splnění ohlašovací povinnosti
6. potvrzení od okresního Národního výboru, že nemá námitky proti vydání cestovního pasu
7. doklad o vojenském poměru
8. potvrzení okresního Národního výboru o zaplacení všech daní a poplatků
9. doklad o důležitosti cesty
10. fotografie

K žádosti o vydání vystěhovaleckého pasu bylo potřeba předložit potvrzeni o souhlasu ministerstva sociální péče, příslib k přicestování do cizí země, potvrzení od Národní banky, že žadatel nemá v cizině hodnoty, které měly být podle devizových předpisů hlášeny (nebo že je hlásil), potvrzení místního Národního výboru, že žadatel není držitelem nepřátelského majetku, místopřísežné prohlášení, že se žadatel vzdává přídělu valut a zvláštní daňové osvědčení pro vystěhovalce. Úřední list (díl I, částka 87) z 1. června 1949 uveřejnil také vyhlášky Československého plavebního úřadu, který nahradil cestovní pasy pro lodní posádky na řece Odře plavebními knížkami. 
Výměna dosavadních pasových knížek. Dosavadní čs. cestovní pasy pozbývají platnosti dnem 30. listopadu 1949. Počínaje dnem 1. prosince 1949 opravňují k cestě do ciziny а k pobytu v cizině pouze nové cestovní pasy, jichž vzor se současně stanoví. O výměnu lze požádat během lhůty od 1. září 1949 do 30. listopadu 1949.
Lidová demokracie, 01.09.1949

## Omezení výjezdu do kapitalistických států
Zásadní změna nastala v roce 1964 na základě usnesení ÚV KSČ z 8. října 1963, podle kterého mělo být cestování do ostatních socialistických zemí zcela uvolněno a do ostatních zemí povolováno na základě pozvání širokého okruhu příbuzných. Výsledkem byl nový zákon o cestovních dokladech č. 63 z 18. června 1965, přičemž prováděcí vyhláška č. 64 ministerstva zahraničních věcí a ministerstva vnitra z 23. června 1965 ponechávala v § 3 v platnosti výjezdní doložky. Výjezdní doložku bylo možné odmítnout nebo odebrat ze stejných důvodů jako cestovní pas. výjezdní doložku vydávaly okresní a krajské orgány ministerstva vnitra, pracovníkům ministerstva zahraničních věcí (diplomatům) ministerstvo zahraničních věcí. V praxi se nakonec vydávaly k výjezdu do ostatních evropských socialistických států přílohy k občanskému průkazu a do všech ostatních států pasy s jednorázovou výjezdní doložkou.
Od roku 1966 se cestovní pasy již neodevzdávaly a zůstávaly v držení majitele, který do něj mohl na základě žádosti obdržet trvalou výjezdní doložku pro státy s nimiž byl upraven volný cestovní styk (nejprve do Maďarska a Bulharska, později do všech států RVHP). Krátké uvolnění v roce 1968 přineslo pro osoby, které z pracovních důvodů jezdily do ciziny častěji, trvalé výjezdní doložky na dobu jednoho roku.
Na základě vládního usnesení č. 266/1969 měly být soukromé i služební cesty československých občanů do kapitalistických států a Jugoslávie razantně omezeny. Vydání výjezdní doložky bylo upraveno prováděcí vyhláškou č. 44/1970 Sb. Součástí cestovního pasu se stala tzv. trvalá výjezdní doložka, na kterou bylo možné vycestovat (pouze s pasem) do některých zemí socialistického tábora, a to do Bulharska, Maďarska, Německé demokratické republiky, Rumunska. Ověřená pozvání byla vyžadována pro cesty s touto doložkou do Sovětského svazu a Polska. Výjezdní doložka obsahovala údaje o tom, pro které státy, k jakému účelu, na kolik cest a na jakou dobu platí.
K restrikcím pro soukromé cesty do kapitalistických států se přikročilo v letech 1970-1971. Soukromou cestu do kapitalistických států bylo možné uskutečnit v zásadě jen jednou za rok (ze zotavovacích důvodů a minimálně jednou za tři roky) a to na základě individuálního posouzení na základě vydané jednorázové výjezdní doložky. Vyřídit žádost trvalo dlouhé týdny. I v případě, že osoba měla k dispozici výjezdní doložku, neznamenalo to ještě, že skutečně vycestuje.

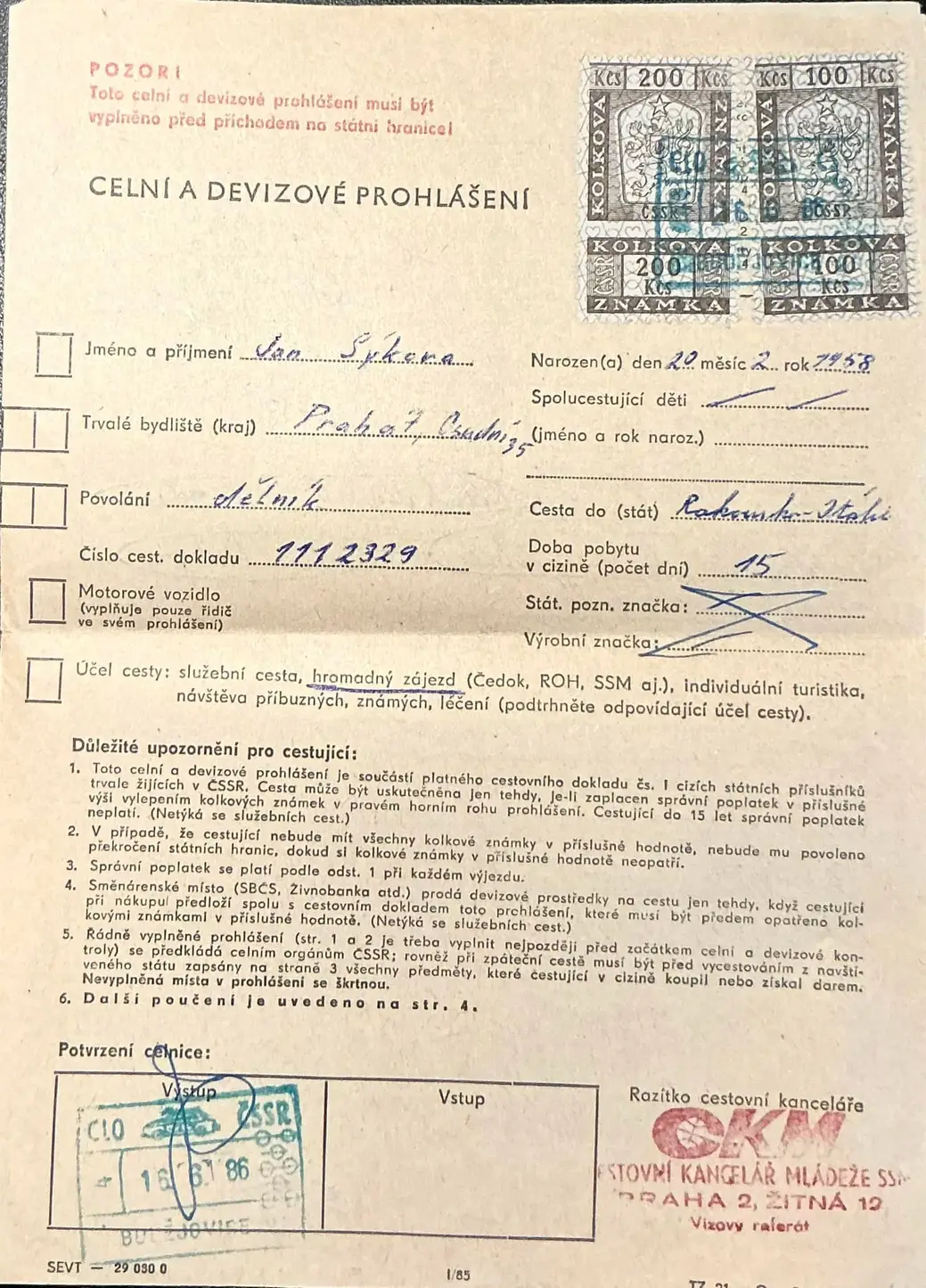
Celní a devizové prohlášení

Pro vycestování do kapitalistických států bylo bezpodmínečně potřeba:
- platný pas,
- platné vízum,
- platná výjezdní doložka,
- platné potvrzení o odevzdání vojenské knížky,
- platné potvrzení banky o přidělení devíz,
- platné okolkované celní a devizové prohlášení.[19]

Vydání výjezdní doložky byl složitý byrokratický proces, kterým mohlo být kdykoliv zabráněno vycestovat nepohodlným osobám za hranice i přesto, že měla platný pas. Žádost o vydání výjezdní doložky musela být schválena celou řadou různých osob. Počínaje výborem komunistické strany na pracovišti, ředitelem školy, uličním výborem KSČ apod. Ve velkých podnicích schválení žádosti o výjezdní doložku zajišťovalo tzv. Oddělení pro zvláštní úkoly, hovorově zvláštní oddělení, což byla v podstatě rezidentura StB.
Poslední pracovní den před cestou někteří agilní pracovníci zvláštního oddělení šli odpoledne nebo večer zkontrolovat pracoviště dotyčného, zda nemá příliš uklizeno. Jsou známy případy,[zdroj?] že byli lidé vráceni z československé hranice a byla jim zabavena výjezdní doložka při cestě do Jugoslávie, protože pracovník zvláštního oddělení při kontrole zjistil prázdné šuplíky, z toho odvodil, že se dotyčný nemíní z cesty vrátit a ihned podnikl příslušná opatření. Jestliže se dotyčný člověk z cesty do zahraničí nevrátil ve stanoveném termínu, zvláštní oddělení ihned všechny osobní dokumenty provinilého předávalo Státní bezpečnosti k zahájení trestního řízení pro trestný čin opuštění republiky a také nejbližší spolupracovníci byli zpravidla předvoláni k „pohovoru“ na zvláštní oddělení.
Výjezdní doložka obsahovala mj. kolonku statistika, ve které byly zakódovány údaje o cestující osobě a zejména o tom, jakému režimu kontroly má být podrobena při překročení státní hranice.[zdroj?] Tyto údaje si vlastně cestující nesl s sebou a bylo jedno, přes který přechod překročí hranice. Obvyklý postup byl ten, že na hranicích převzala policie pas a výjezdní doložku, po prověření dokladů následovala celní kontrola, často spojená s osobní prohlídkou, v některých případech mohlo dojít i k demontáži automobilu.[zdroj?]

## Zrušení výjezdní doložky
Výjezdní doložka byla zrušena po pádu komunistického režimu přijetím vládního usnesení 4. prosince 1989.